# Spamalot
Spamalot es un musical basado en la película Monty Python and the Holy Grail (conocida en España como Los caballeros de la mesa cuadrada y sus locos seguidores), con canciones de John Du Prez y Eric Idle, y libreto del propio Idle. La obra narra en clave de comedia la búsqueda del santo grial por parte del Rey Arturo y su corte de intrépidos caballeros, siendo el título una combinación de las palabras Spam, la famosa marca estadounidense de carne enlatada, y Camelot, el reino ficticio que aparece en las leyendas artúricas.
Tras un periodo de prueba en Chicago, el espectáculo debutó el 17 de marzo de 2005 en el Shubert Theatre de Broadway, dirigido por Mike Nichols y protagonizado por Tim Curry, obteniendo multitud de reconocimientos entre los que se incluyen tres premios Tony. La producción neoyorquina bajó el telón por última vez el 11 de enero de 2009, con 1 575 funciones a sus espaldas y una recaudación por encima de los 168 millones de dólares. Desde entonces Spamalot también ha podido verse en el West End londinense y en numerosas ciudades a lo largo de todo el mundo.

## Argumento

### Acto I
Un historiador hace una breve introducción sobre la Inglaterra medieval, pero ocurre un malentendido y la compañía interpreta un número musical ambientado en Finlandia («Fisch Schlapping Song»). El historiador regresa irritado y aclara el error. La escena cambia a un paisaje oscuro y lúgubre donde una hilera de monjes encapuchados entonan cánticos en latín («Monk's Chant»). Aparece el Rey Arturo junto a su leal sirviente Patsy, quien lo sigue golpeando dos mitades de coco para simular el sonido de los cascos de un caballo mientras su señor «cabalga». Arturo viaja por todo el reino en busca de voluntarios que se unan a su corte de caballeros en Camelot («King Arthur's Song»), pero al llegar a un castillo es recibido por un par de centinelas que parecen más interesados en debatir sobre la improbabilidad de encontrar un coco en un clima no tropical que en escuchar al rey.
Robin, un recolector de cadáveres, conoce al apuesto y temperamental Lancelot cuando este trata de venderle el cuerpo de una víctima de la peste que en realidad aún no ha muerto («He Is Not Dead Yet»). Los dos se hacen amigos y parten hacia Camelot dispuestos a convertirse en caballeros de la Mesa Redonda, Lancelot, ansioso por batallar, y Robin para cumplir su sueño de cantar y bailar profesionalmente.
Intentando reclutar a un campesino de nombre Dennis, Arturo explica que fue proclamado rey porque la Dama del Lago le entregó la espada Excálibur, que según la divina providencia está destinada al hombre que ha de gobernar Inglaterra. Sin embargo, Dennis y su madre son radicales políticos y se niegan a reconocer como soberano a alguien que no haya sido elegido democráticamente por el pueblo. Para resolver el desacuerdo, Arturo pide a la Dama del Lago y a sus animadoras que se manifiesten ante ellos («Come with Me»/«Laker Girls Cheer»). La Dama del Lago transforma a Dennis en Sir Galahad y los dos interpretan una parodia de la típica canción de amor de los musicales de Broadway («The Song That Goes Like This»). 
Arturo reúne a sus recién nombrados caballeros («All for One») y juntos se dirigen a Camelot, un lugar que más bien recuerda a un casino de Las Vegas con bailarinas y la Dama del Lago como estrella principal («Knights of the Round Table»/«The Song That Goes Like This (Reprise)»). De repente se escucha la voz Dios, quien les encomienda la misión de buscar el santo grial.
Inspirados por la Dama del Lago («Find Your Grail»), Arturo y sus caballeros recorren el mundo hasta llegar a un castillo donde un grupo de soldados franceses se burlan de ellos. Sir Bedevere sugiere utilizar un «conejo de Troya» para entrar en el castillo, pero el plan fracasa estrepitosamente cuando olvidan esconderse dentro del conejo. Los franceses contraatacan y los caballeros se ven obligados a huir mientras dan paso al intermedio («Run Away!»).

### Acto II
Tras la ofensiva de los soldados franceses, los caballeros acaban dispersos en las profundidades de un bosque oscuro. Arturo y Patsy se encuentran con los Caballeros que dicen «Ni», quienes exigen que les traigan un arbusto (un geranio en la versión española) si desean atravesar el bosque. Arturo comienza a desesperarse y Patsy trata de animarlo con una canción («Always Look on the Bright Side of Life»). Gracias a un golpe de suerte consiguen encontrar el arbusto que necesitan. Mientras tanto, Sir Robin y sus juglares deambulan por el bosque («Brave Sir Robin») cuando de pronto tropiezan con el temible Caballero Negro. En ese momento aparece Arturo y logra vencerlo cortándole sus extremidades.
Arturo entrega el arbusto a los Caballeros que dicen «Ni», pero estos reclaman una nueva prueba: montar un musical en Broadway. Robin señala la dificultad de llevar a cabo semejante misión porque para tener éxito en Broadway es indispensable contar con judíos («You Won't Succeed on Broadway»), por lo que Arturo y Patsy salen en su búsqueda.
Sir Lancelot recibe un mensaje de auxilio del Príncipe Herbert, a quien su autoritario padre ha encerrado en una torre y planea casarlo en contra de su voluntad. Asumiendo que se trata de una damisela en apuros, Lancelot corre a salvarlo. La Dama del Lago irrumpe en escena y se lamenta por haber sido relegada a un segundo plano («Diva's Lament (What Ever Happened to My Part?»).
En su torre, Herbert aguarda a ser rescatado («Where Are You?»). Lancelot llega y se sorprende al comprobar que su «damisela en apuros» es en realidad un muchacho homosexual. Aun así defiende al príncipe ante su padre con un emocionante discurso, dejando entrever que él también es gay. Herbert ayuda a un confundido Lancelot a aceptar su sexualidad («His Name Is Lancelot»).
Arturo empieza a perder la esperanza y confiesa sentirse completamente solo, a pesar de que Patsy nunca lo ha abandonado («I'm All Alone»). La Dama del Lago aparece y revela a Arturo que él y sus caballeros han estado en un musical todo el tiempo. Además, Patsy admite ser judío por parte de madre, un dato que no había contado antes porque «no es el tipo de cosas que se le dicen a un cristiano armado hasta los dientes». La Dama del Lago explica a Arturo que, para finalizar el musical, debe encontrar el grial y casarse con alguien. El monarca le propone matrimonio y ella acepta feliz («Twice in Every Show»).
De nuevo reunidos, Arturo y sus caballeros se topan con Tim el Hechicero (Pijus Magnificus en la versión española), quien les conduce a una cueva custodiada por un conejo asesino donde se esconde la última pista que les guiará hasta el grial. Arturo utiliza la santa granada de mano de Antioquía para hacer saltar por los aires al conejo, descubriendo una inscripción grabada en la roca. Gracias a la intervención divina, los caballeros logran descifrar la pista y hallan el grial debajo del asiento de un espectador del teatro («The Holy Grail»). Arturo se casa con la Dama del Lago, cuyo verdadero nombre es Ginebra, y Lancelot con Herbert. Robin anuncia que él también ha encontrado su grial: iniciar una carrera en el teatro musical. Aparece el padre de Herbert e intenta detener la celebración, pero Lancelot lo deja inconsciente con una pala y todos pueden continuar festejando («Finale»). Durante los saludos finales, la compañía al completo interpreta una versión grupal de «Always Look on the Bright Side of Life».

## Producciones

### Broadway
| Producción | Teatro            | Fecha de estreno        | Fecha de cierre     | Funciones | Dirección    |
| #1         | Shubert Theatre   | 17 de marzo de 2005     | 11 de enero de 2009 | 1.575     | Mike Nichols |
| #2         | St. James Theatre | 16 de noviembre de 2023 | 7 de abril de 2024  | 164       | Josh Rhodes  |

### West End
| Producción | Teatro                | Fecha de estreno        | Fecha de cierre         | Dirección            |
| #1         | Palace Theatre        | 16 de octubre de 2006   | 3 de enero de 2009      | Mike Nichols         |
| #2         | Harold Pinter Theatre | 31 de julio de 2012     | 9 de septiembre de 2012 | Christopher Luscombe |
| #2         | Playhouse Theatre     | 14 de noviembre de 2012 | 12 de abril de 2014     | Christopher Luscombe |

### España
| Producción | Producción | Teatro              | Fecha de estreno         | Fecha de cierre       | Funciones | Dirección |
| #1         | Barcelona  | Teatre Victòria     | 9 de septiembre de 2008  | 10 de mayo de 2009    | > 450     | Tricicle  |
| #1         | Madrid     | Teatro Lope de Vega | 10 de septiembre de 2009 | 28 de febrero de 2010 | > 450     | Tricicle  |

### México
| Producción | Producción       | Teatro          | Fecha de estreno      | Fecha de cierre         | Funciones | Dirección               |
| #1         | Ciudad de México | Teatro Aldama   | 15 de julio de 2011   | 9 de septiembre de 2012 | > 500     | Marc Montserrat-Drukker |
| #2         | Ciudad de México | Centro Cultural | 19 de febrero de 2025 | En cartel               |           | Marc Montserrat-Drukker |

### Otras producciones
Spamalot se ha representado en países como Alemania, Australia, Austria, Canadá, Corea del Sur, España, Estados Unidos, Hungría, Italia, Japón, México, Noruega, Reino Unido, República Checa, Serbia o Suecia, y ha sido traducido a multitud de idiomas.

## Números musicales
| Acto I - «Overture» - «Fisch Schlapping Song» - «Monk's Chant» - «King Arthur's Song» (a) - «He Is Not Dead Yet» - «Come with Me» - «Laker Girls Cheer» - «The Song That Goes Like This» - «All for One» - «Knights of the Round Table»/«The Song That Goes Like This (Reprise)» - «Find Your Grail» - «Run Away!» | Acto II - «Always Look on the Bright Side of Life» - «Brave Sir Robin» - «You Won't Succeed on Broadway» - «Diva's Lament (What Ever Happened to My Part?)» - «Where Are You?» - «His Name Is Lancelot» - «I'm All Alone» - «Twice in Every Show» - «The Holy Grail» (a) - «Finale» - «Always Look on the Bright Side of Life (Company Bow)» |

(a) Canción no incluida en el álbum grabado por el reparto original de Broadway

## Repartos originales
| Personaje        | Broadway (2005)    | West End (2006)    | España (2008)      | México (2011)              | West End (2012)   | Broadway (2023)          | México (2025)     |
| Rey Arturo       | Tim Curry          | Tim Curry          | Jordi Bosch        | Freddy Ortega              | Marcus Brigstocke | James Monroe Iglehart    | Adrián Uribe      |
| La Dama del Lago | Sara Ramírez       | Hannah Waddingham  | Marta Ribera       | Regina Orozco Natalia Sosa | Bonnie Langford   | Leslie Rodríguez Kritzer | Susana Zabaleta   |
| Sir Lancelot     | Hank Azaria        | Tom Goodman-Hill   | Fernando Gil       | Sergio Catalán             | Kit Orton         | Taran Killam             | Faisy             |
| Patsy            | Michael McGrath    | David Birrell      | Julián Fontalvo    | Germán Ortega              | Todd Carty        | Christopher Fitzgerald   | Germán Ortega     |
| Sir Robin        | David Hyde Pierce  | Robert Hands       | Xavi Duch          | Ricardo Margaleff          | Rob Delaney       | Michael Urie             | Omar Chaparro     |
| Sir Galahad      | Christopher Sieber | Christopher Sieber | Sergi Albert       | Lisardo Guarinos           | Jon Robyns        | Nik Walker               | Adal Ramones      |
| Sir Bedevere     | Steve Rosen        | Tony Timberlake    | Josep Maria Gimeno | Luis Ernesto Cano          | Robin Armstrong   | Jimmy Smagula            | Freddy Ortega     |
| Príncipe Herbert | Christian Borle    | Darren Southworth  | Jesús García       | Enrique Madrid             | Adam Ellis        | Ethan Slater             | Ricardo Margaleff |
| Historiador      | Christian Borle    | Darren Southworth  | Jesús García       | Enrique Madrid             | Adam Ellis        | Ethan Slater             | Ricardo Margaleff |

Reemplazos destacados en la producción española
- La Dama del Lago: Dulcinea Juárez
- Sir Robin: Víctor Ullate Roche
- Sir Galahad: Edu Soto, Ignasi Vidal

Reemplazos destacados en la producción mexicana de 2011
- Sir Robin: Omar Chaparro

Reemplazos destacados en la producción mexicana de 2025
- Rey Arturo: Arath de la Torre
- La Dama del Lago: María Elena Saldaña
- Sir Robin: Ricardo Margaleff

## Grabaciones
Existen varios álbumes grabados en sus respectivos idiomas por los elencos de las diferentes producciones que se han estrenado a lo largo de todo el mundo.

## Premios y nominaciones

### Producción original de Broadway
| Año  | Premio              | Categoría                             | Nominado                      | Resultado |
| ---- | ------------------- | ------------------------------------- | ----------------------------- | --------- |
| 2005 | Tony Award          | Mejor musical                         | Mejor musical                 | Ganador   |
| 2005 | Tony Award          | Mejor libreto de un musical           | Eric Idle                     | Nominado  |
| 2005 | Tony Award          | Mejor música original                 | John Du Prez, Eric Idle       | Nominados |
| 2005 | Tony Award          | Mejor actor principal en un musical   | Hank Azaria                   | Nominado  |
| 2005 | Tony Award          | Mejor actor principal en un musical   | Tim Curry                     | Nominado  |
| 2005 | Tony Award          | Mejor actor de reparto en un musical  | Michael McGrath               | Nominado  |
| 2005 | Tony Award          | Mejor actor de reparto en un musical  | Christopher Sieber            | Nominado  |
| 2005 | Tony Award          | Mejor actriz de reparto en un musical | Sara Ramírez                  | Ganadora  |
| 2005 | Tony Award          | Mejor dirección en un musical         | Mike Nichols                  | Ganador   |
| 2005 | Tony Award          | Mejor coreografía                     | Casey Nicholaw                | Nominado  |
| 2005 | Tony Award          | Mejores orquestaciones                | Larry Hochman                 | Nominado  |
| 2005 | Tony Award          | Mejor diseño de escenografía          | Tim Hatley                    | Nominado  |
| 2005 | Tony Award          | Mejor diseño de vestuario             | Tim Hatley                    | Nominado  |
| 2005 | Tony Award          | Mejor diseño de iluminación           | Hugh Vanstone                 | Nominado  |
| 2005 | Drama Desk Award    | Mejor musical                         | Mejor musical                 | Ganador   |
| 2005 | Drama Desk Award    | Mejor libreto de un musical           | Eric Idle                     | Nominado  |
| 2005 | Drama Desk Award    | Mejor actor en un musical             | Hank Azaria                   | Nominado  |
| 2005 | Drama Desk Award    | Mejor actor en un musical             | David Hyde Pierce             | Nominado  |
| 2005 | Drama Desk Award    | Mejor actor de reparto en un musical  | Christian Borle               | Nominado  |
| 2005 | Drama Desk Award    | Mejor actor de reparto en un musical  | Michael McGrath               | Nominado  |
| 2005 | Drama Desk Award    | Mejor dirección en un musical         | Mike Nichols                  | Nominado  |
| 2005 | Drama Desk Award    | Mejor coreografía                     | Casey Nicholaw                | Nominado  |
| 2005 | Drama Desk Award    | Mejores orquestaciones                | Larry Hochman                 | Nominado  |
| 2005 | Drama Desk Award    | Mejores letras                        | Eric Idle                     | Ganador   |
| 2005 | Drama Desk Award    | Mejor diseño de escenografía          | Tim Hatley                    | Nominado  |
| 2005 | Drama Desk Award    | Mejor diseño de vestuario             | Tim Hatley                    | Ganador   |
| 2005 | Drama League Award  | Mejor intérprete                      | Sara Ramírez                  | Nominada  |
| 2005 | Theatre World Award | Theatre World Award                   | Hank Azaria                   | Ganador   |
| 2006 | Grammy Award        | Mejor álbum de teatro musical         | Mejor álbum de teatro musical | Ganador   |

### Producción original del West End
| Año  | Premio        | Categoría                                 | Nominado            | Resultado |
| ---- | ------------- | ----------------------------------------- | ------------------- | --------- |
| 2007 | Olivier Award | Mejor musical nuevo                       | Mejor musical nuevo | Nominado  |
| 2007 | Olivier Award | Mejor actor en un musical                 | Tim Curry           | Nominado  |
| 2007 | Olivier Award | Mejor actriz en un musical                | Hannah Waddingham   | Nominada  |
| 2007 | Olivier Award | Mejor intérprete de reparto en un musical | Tom Goodman-Hill    | Nominado  |
| 2007 | Olivier Award | Mejor diseño de escenografía              | Tim Hatley          | Nominado  |
| 2007 | Olivier Award | Mejor diseño de vestuario                 | Tim Hatley          | Nominado  |
| 2007 | Olivier Award | Mejor diseño de iluminación               | Hugh Vanstone       | Nominado  |

### Producción de Broadway de 2023
| Año  | Premio                     | Categoría                                             | Nominado                    | Resultado |
| ---- | -------------------------- | ----------------------------------------------------- | --------------------------- | --------- |
| 2024 | Tony Award                 | Mejor actriz principal en un musical                  | Leslie Rodriguez Kritzer    | Nominada  |
| 2024 | Drama Desk Award           | Mejor intérprete de reparto en un musical             | Leslie Rodriguez Kritzer    | Nominada  |
| 2024 | Drama League Award         | Mejor revival de un musical                           | Mejor revival de un musical | Nominado  |
| 2024 | Drama League Award         | Mejor intérprete                                      | Leslie Rodriguez Kritzer    | Nominada  |
| 2024 | Outer Critics Circle Award | Mejor revival de un musical                           | Mejor revival de un musical | Nominado  |
| 2024 | Outer Critics Circle Award | Mejor intérprete de reparto en un musical de Broadway | Leslie Rodriguez Kritzer    | Nominada  |

### Producción original española
| Año  | Premio                    | Categoría                          | Nominado                           | Resultado |
| ---- | ------------------------- | ---------------------------------- | ---------------------------------- | --------- |
| 1998 | Premio Max                | Mejor espectáculo musical o lírico | Mejor espectáculo musical o lírico | Nominado  |
| 1998 | Premio del Teatro Musical | Mejor musical privado              | Mejor musical privado              | Ganador   |
| 1998 | Premio del Teatro Musical | Mejor dirección de escena          | Tricicle                           | Nominado  |
| 1998 | Premio del Teatro Musical | Mejor coreografía                  | Francesc Abós                      | Nominado  |
| 1998 | Premio del Teatro Musical | Mejor escenografía                 | Carles Pujol                       | Nominado  |
| 1998 | Premio del Teatro Musical | Mejor maquillaje y peluquería      | Toni Santos                        | Nominado  |
| 1998 | Premio del Teatro Musical | Mejor diseño de iluminación        | David Pujol, David Bofarull        | Nominados |
| 1998 | Premio del Teatro Musical | Mejor diseño de sonido             | Francisco Grande                   | Nominado  |
| 1998 | Premio del Teatro Musical | Mejor actriz protagonista          | Marta Ribera                       | Nominada  |
| 1998 | Premio del Teatro Musical | Mejor actor protagonista           | Jordi Bosch                        | Nominado  |
| 1998 | Premio del Teatro Musical | Mejor actor de reparto             | Fernando Gil                       | Ganador   |